# Jonas Strandberg (fysiker)
Jonas Strandberg, född 14 juli 1976 i Visby församling i Gotlands län, är en svensk partikelfysiker, verksam som universitetslektor och docent vid Tekniska högskolan och som forskare vid CERN.

## Biografi
Strandberg är uppvuxen i Visby på Gotland och studerade fysik vid Stockholms universitet, där han 2006 disputerade på avhandlingen Top quarks at the Tevatron: Measurements of the top quark production and decay with the D0 experiment. Han var först verksam vid DØ-experimentet vid Tevatronacceleratorn på Fermilab i USA, och har därefter varit verksam inom ATLAS-experimentet på CERN i Genève. Från 2006 till 2011 var han anställd forskare vid University of Michigan. Han är sedan 2011 anställd vid KTH i Stockholm, där hans forskning huvudsakligen har varit inriktad på upptäckten av Higgsbosonen och att undersöka dess egenskaper. Strandberg var centralt involverad i upptäckten av Higgsbosonen och tillhörde 2016 de mest citerade forskarna vid KTH enligt Web of Science.
Han är gift med partikelfysikern och politikern Sara Strandberg. Paret har två barn och är bosatta i Vaxholm.